# Ugo Frigerio
Ugo Frigerio (Milão, 16 de setembro de 1901 - Garda, 7 de julho de 1968) foi um atleta italiano tricampeão olímpico na marcha atlética.
Frigerio ganhou três provas nas distâncias de 3 km e 10 km, não mais existentes. Em Antuérpia 1920, conquistou dois ouros,  vencendo as duas distâncias. Em Paris 1924, a distância menor não foi mais disputada, mas ele manteve seu título olímpico nos 10 km.
Em Los Angeles 1932, a distância da prova maior passou para os 50 km dos dias de hoje e nela Frigerio conquistou a medalha de bronze.
Frigerio tinha como característica sempre gritar 'Viva Itália!' quando cruzava a linha de chegada em primeiro lugar em todas as provas internacionais que disputava. Suas conquistas e sua popularidade na Itália, lhe deram o privilégio de ser o porta-bandeira da delegação italiana em dois Jogos Olímpicos, Paris 1924 e Los Angeles 1932.
Patriota emotivo, em 1934 escreveu o livro 'Marcha em nome da Itália'. Depois que encerrou a carreira tornou-se um comerciante de queijos e laticínios, morrendo aos 66 anos de idade na pequena cidade de Garda, onde se estabeleceu.